# Saint-Jammes
Saint-Jammes è un comune francese di 649 abitanti situato nel dipartimento dei Pirenei Atlantici nella regione della Nuova Aquitania.

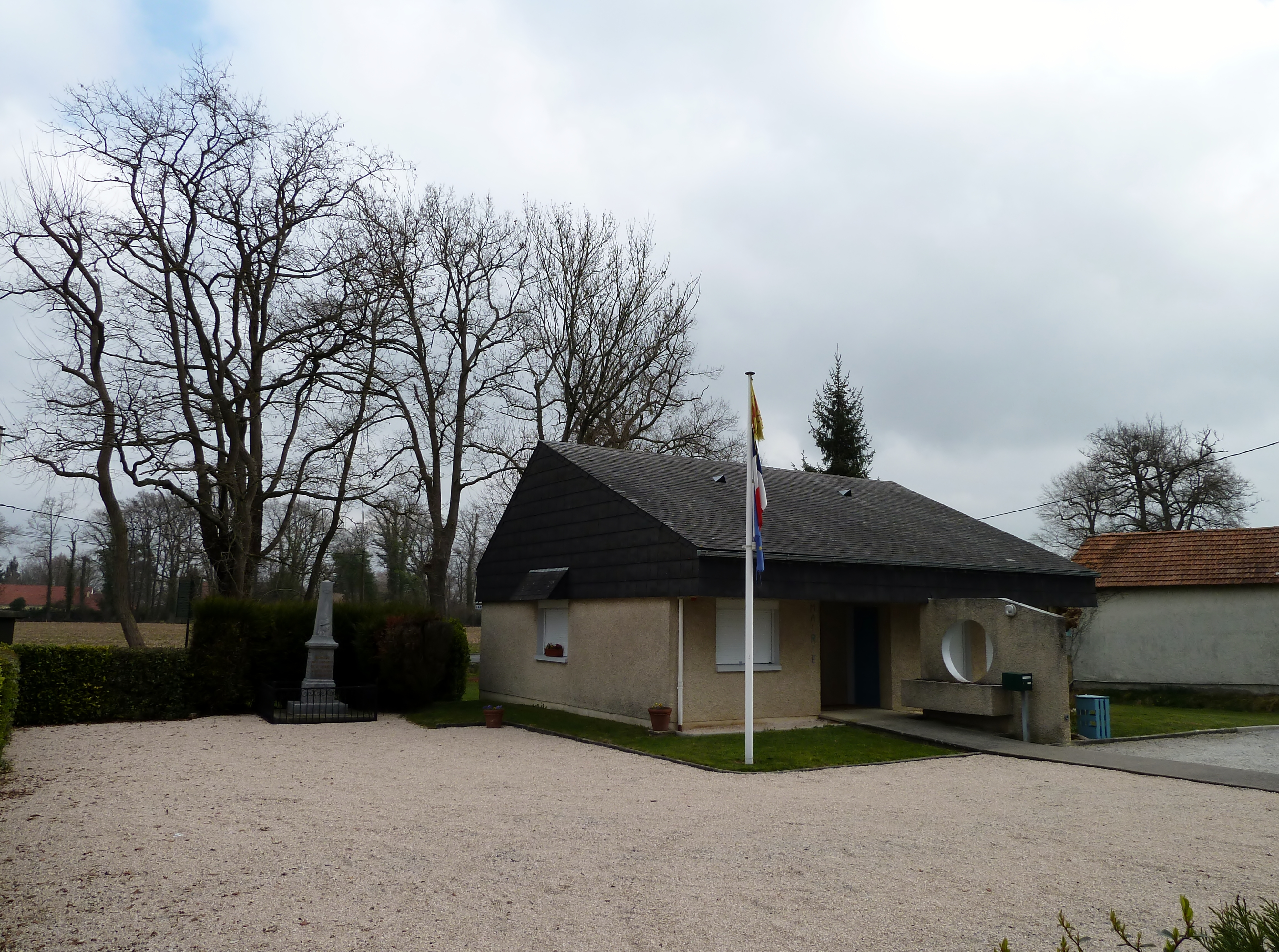
Saint - Jammes city hall

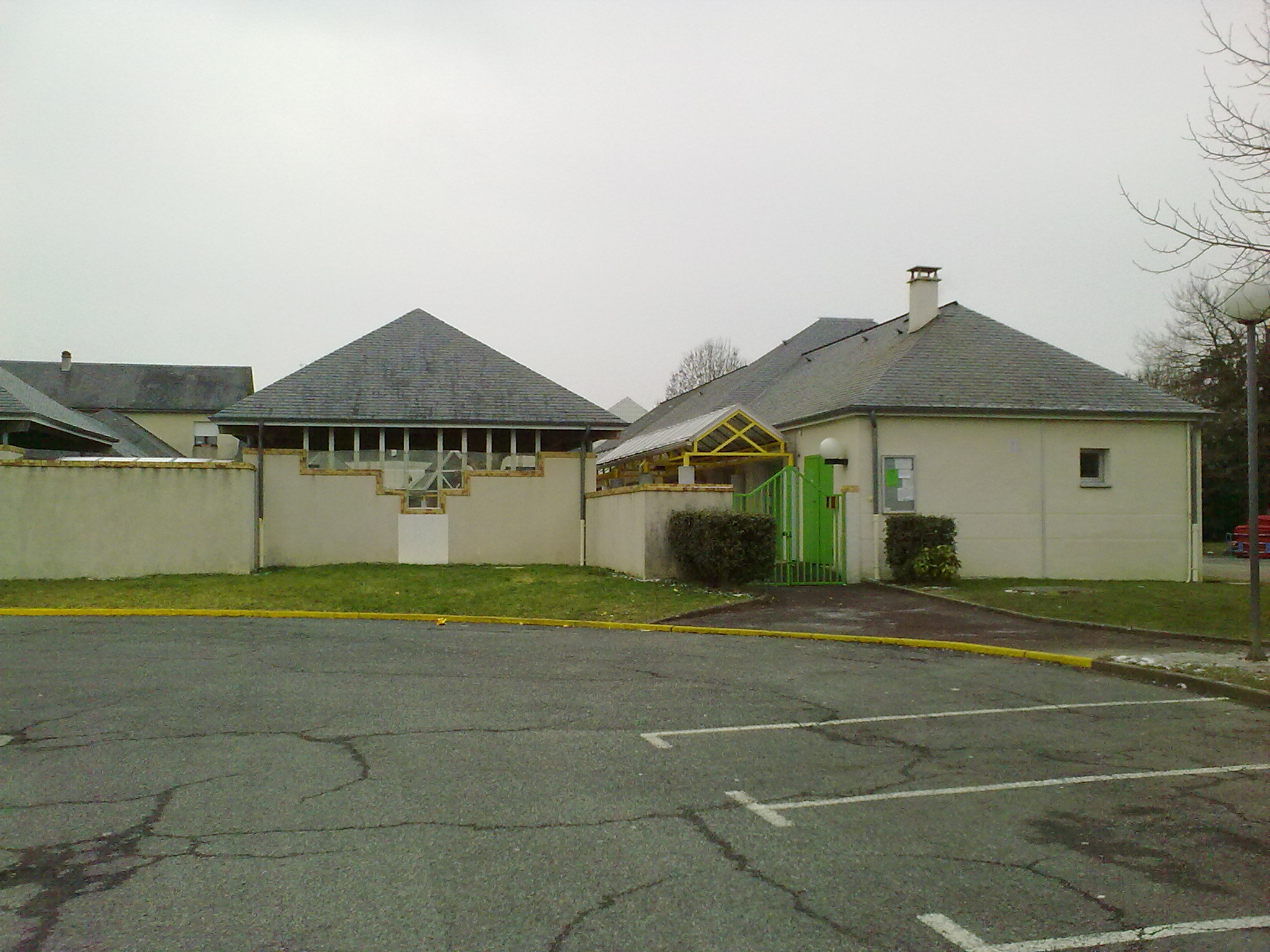
Saint - Jammes public school

## Società

### Evoluzione demografica
Abitanti censiti